# کوتسلبن
کوتسلبن (به آلمانی: Kutzleben) یک شهر در آلمان است که در اونستروت-هاینیش واقع شده‌است. کوتسلبن ۶۸۱ نفر جمعیت دارد.